# Tangara cucullata
A Tangara cucullata  a madarak osztályának verébalakúak (Passeriformes) rendjébe és a tangarafélék (Thraupidae) családjába tartozó  faj.

## Rendszerezése
A fajt William John Swainson angol ornitológus írta le 1834-ben, az Aglaia nembe Aglaia cucullata néven.

## Előfordulása
A Közép-Amerikai Kis-Antillákhoz tartozó Grenada területén honos. A természetes élőhelye szubtrópusi és trópusi síkvidéki és hegyi erdők és bokrosok, valamint ültetvények, vidéki kertek és erősen leromlott egykori erdők. Állandó, nem vonuló faj.

## Alfajai
- Tangara cucullata cucullata (Swainson, 1834)
- Tangara cucullata versicolor (Lawrence, 1878)[2]

## Megjelenése
Testhossza 14–15 centiméter, testtömege 25,7–30,3 gramm.

## Életmódja
Gyümölcsökkel és ízeltlábúakkal táplálkozik.